# Lędowo (przystanek kolejowy)
Lędowo – zlikwidowany przystanek Kołobrzeskiej Kolei Wąskotorowej w Lędowej, w województwie zachodniopomorskim, w Polsce. Został zlikwidowany w 1945 roku.